# St. Moritz (Stempeda)

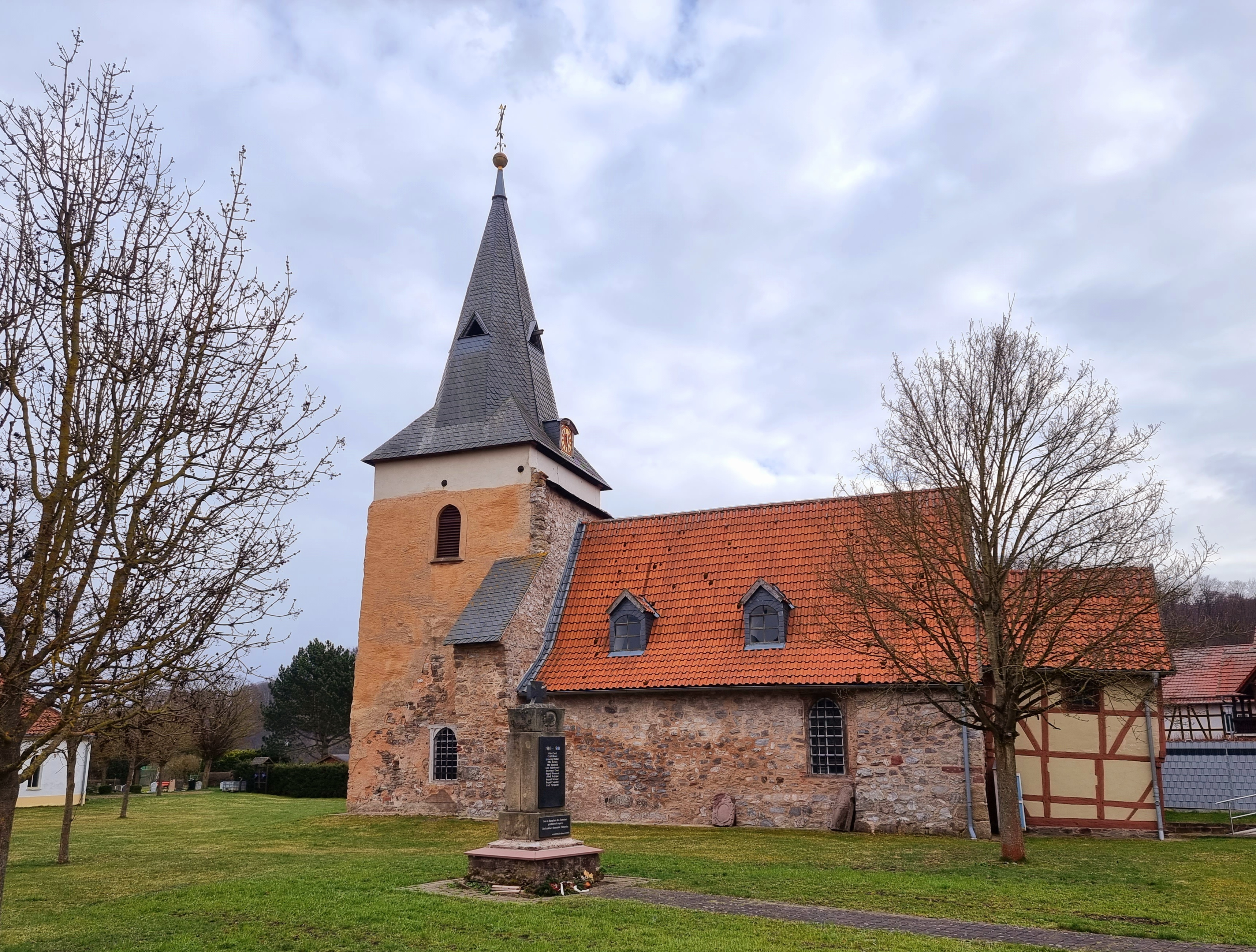
Kirche St. Moritz in Stempeda (2022)

Die evangelische Dorfkirche St. Moritz steht im Ortsteil Stempeda der Stadt Nordhausen im Landkreis Nordhausen in Thüringen.

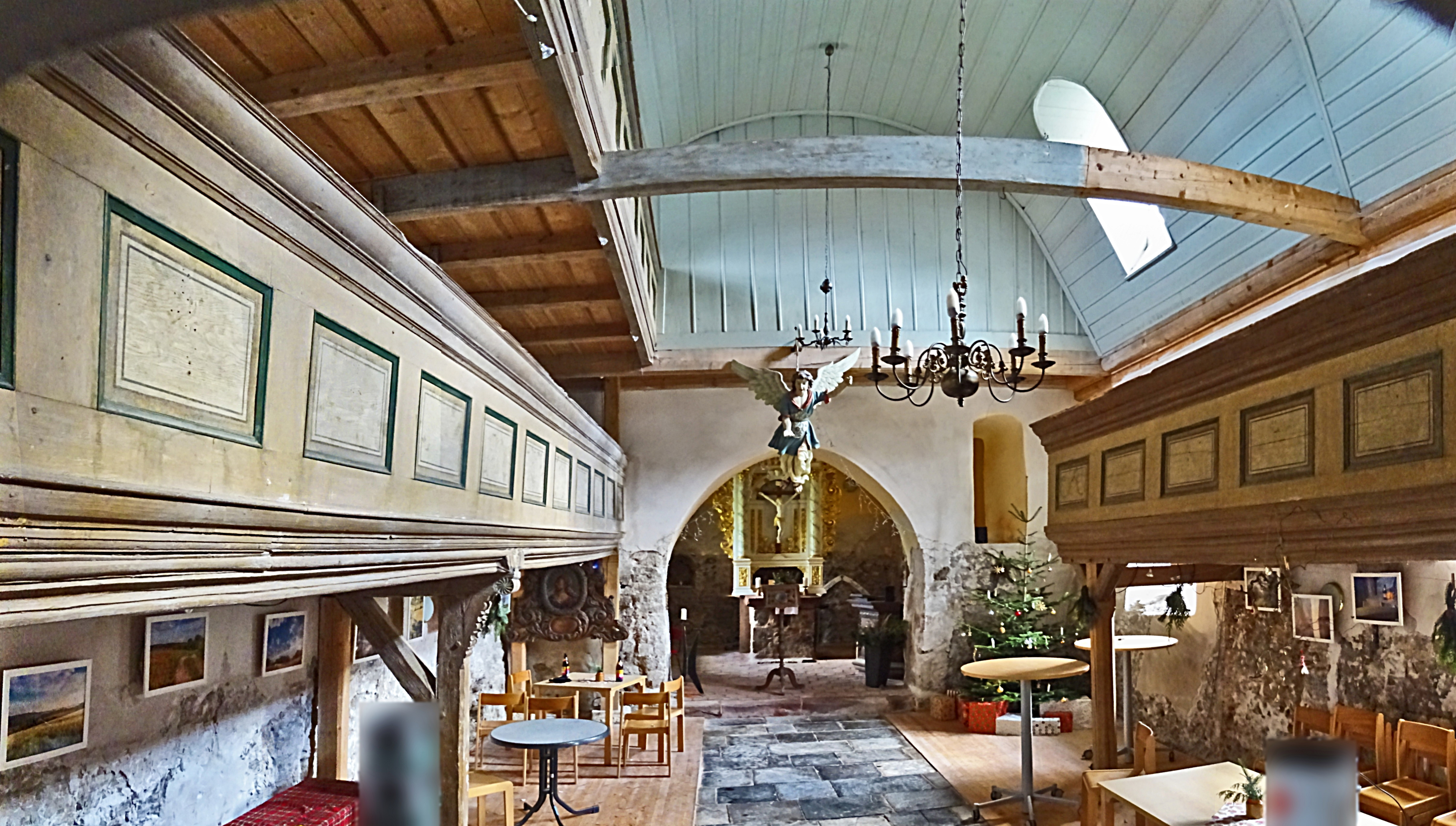
Innenansicht

## Geschichte
Die St. Moritz-Kirche ist die einzige aus Gipsstein gebaute Kirche Europas. Der Ursprung der Chorturmkirche reicht bis in die romanische Bauperiode zurück. Anhand der Bauformen des östlichen Chorturms und des Triumphbogens sowie des St.-Mauritius-Patroziniums lässt sich eine Entstehungszeit im 11. Jahrhundert vermuten.
1604 wurde die Kirche neu gebaut, wobei der Turmschaft der Vorgängerkirche weiter genutzt wurde. Eine größere Renovierung ist für 1891 verzeichnet. Hierbei wurde das Turmdach komplett neu errichtet.

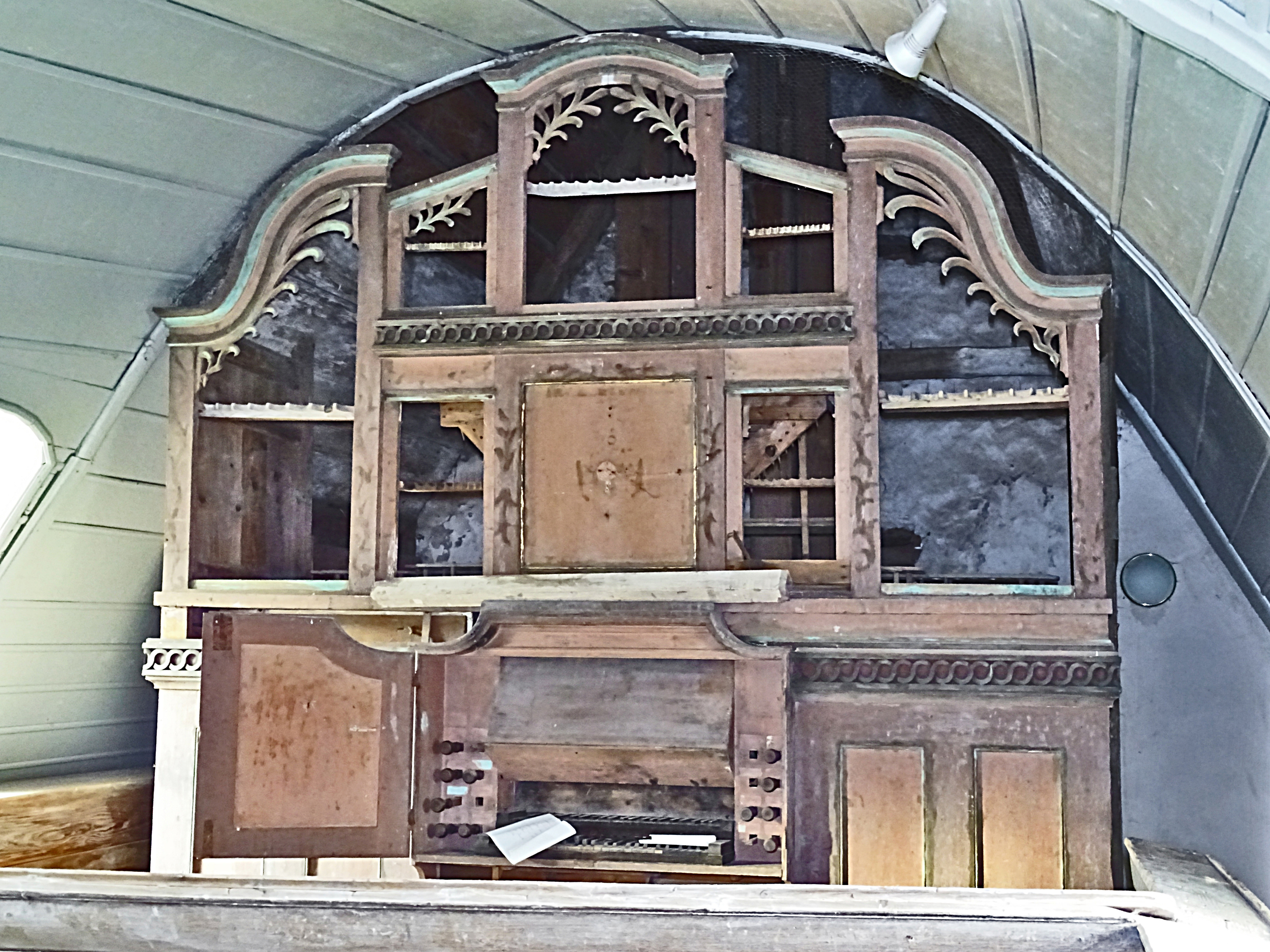
Die sanierungsbedürftige Deppée-Orgel

Ab 1967 wurde die Kirche wegen Baufälligkeit gesperrt. 1996 wurde mit der Rettung des Gebäudes begonnen, das 2004 neu eingeweiht wurde.
In jüngster Vergangenheit sanierten die Kirchgemeinde und Bürger die baufällige Kirche, so dass wieder Andachten stattfinden.
Bemerkenswert sind der Altar und der Taufengel.
Die Orgel wurde 1806 von dem Orgelbauer Heinrich und Ludwig Deppée aus Nordhausen gebaut.
Eine Zusatztafel am Kriegerdenkmal nahe der Kirche erinnert: „Wir gedenken der Nachkriegsopfer“.